# Шропшир
Шро́пшир (англ. Shropshire, [ˈʃrɒpʃɪər] або [ˈʃrɒpʃɪər]) — графство в Англії. Відоме в Англії також під назвою Салоп.
Шропшир — сільськогосподарський район. Густота населення в ньому одна з найнижчих у країні.
Серед відомих уродженців Шропширу — творець теорії еволюції Чарльз Дарвін, представники родини промисловців-металургів Дербі та композитор Лорд Бернерс.